# Éva Marton
Éva Marton, född Heinrich den 18 juni 1943 i Budapest, Kungariket Ungern, är en ungersk dramatisk sopran.
Éva Marton är känd för sitt temperament och scennärvaro och starkt vibrato i tyngre tyska och italienska operaroller som Tosca, Turandot, Leonora, Venus och Elisabeth, Maddalena, Kejsarinnan, Brünnhilde etcetera. Turandot åtog hon sig efter en direkt rekommendation av Birgit Nilsson. Marton har gjort tre kompletta skivinspelningar av denna roll för officiella skivbolag, vilket är unikt i grammofonhistorien. Hon har som Brünnhilde medverkat i en komplett inspelning av Der Ring des Nibelungen för EMI. Marton har framträtt som Tosca på arenan i Verona, en föreställning med Ingvar Wixell som Scarpia och som filmats för VHS och DVD.